# 新西爾基 (佐洛奇夫市鎮)
49°46′43″N 24°39′6″E / 49.77861°N 24.65167°E
新西爾基（烏克蘭語：Новосілки）是位於烏克蘭西部的村莊，由利沃夫州佐洛奇夫區的佐洛奇夫市鎮負責管轄。該村始建於1397年，面積2.21平方公里，海拔高度269米，2001年人口411，人口密度每平方公里185.72人。